# Macrobrachium gallus
Macrobrachium gallus is een garnalensoort uit de familie van de Palaemonidae. De wetenschappelijke naam van de soort is voor het eerst geldig gepubliceerd in 1952 door Holthuis.